# Alby centrum

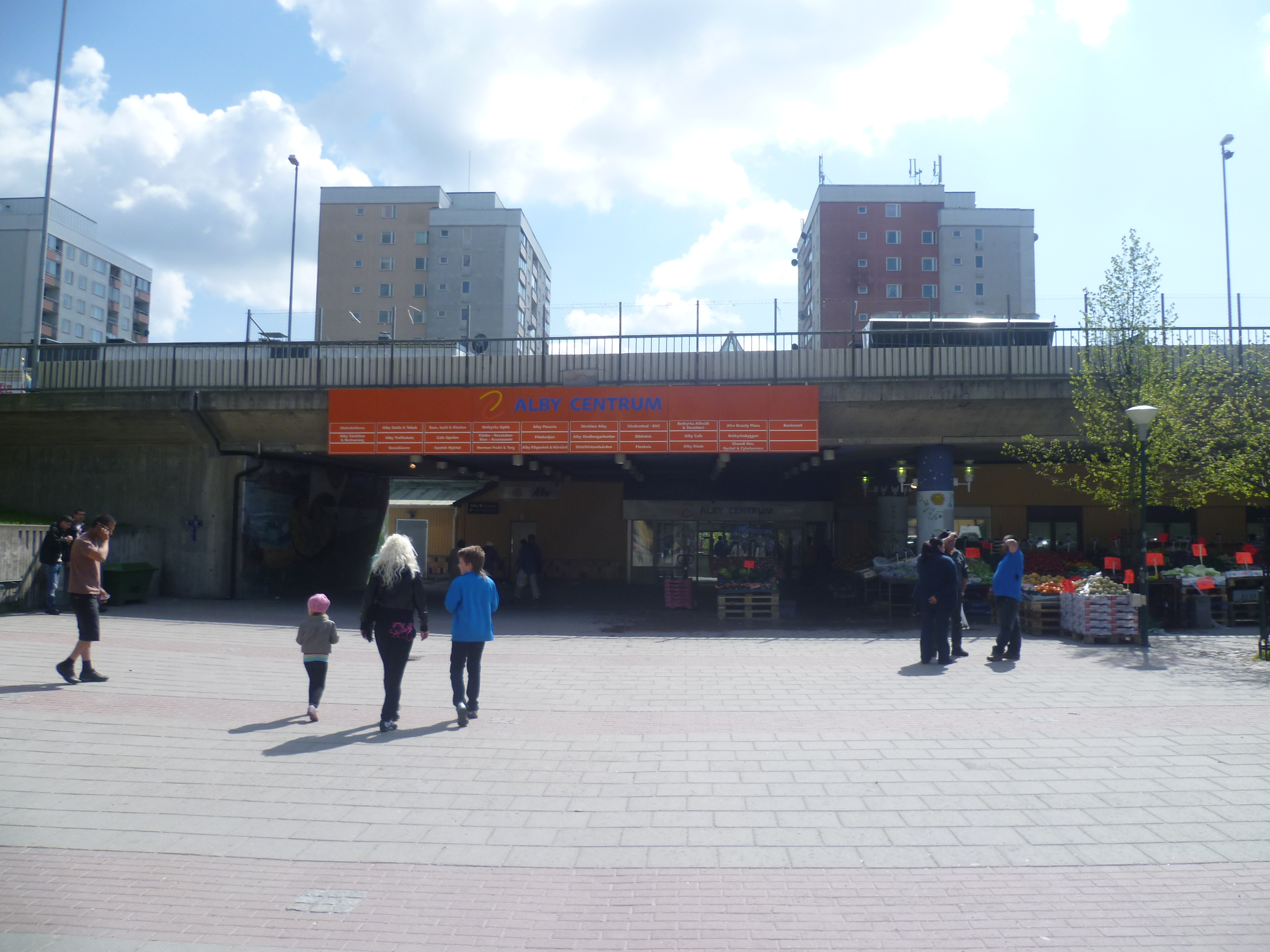
Alby centrum.

Alby centrum i Alby, Botkyrka kommun, invigdes år 1972. 
I Alby centrum finns det för närvarande ca 34 olika företag, affärer, livs, restauranger, medborgarkontor, apotek, vårdcentral samt bankomat. 
Strax utanför Alby centrum finns även ett utomhustorg där det säljs färska frukter och grönsaker.
Alby Centrum har fräschas upp under 1990-talet med bl.a. ny ljus tunnelbaneentré nytt utomhustorg fler lokaler där nya företagare flyttade in. Under 2000-talet har Alby Centrum målats om invändigt och Albys enda varmgarage har fått en rejäl ansiktslyftning (målats om från mörkgrått, till lite ljusare grått). Ytterligare två nya butiker har öppnat sina dörrar, vårdcentralen utökat sin verksamhet och lokalyta.